# Hylocryptus rectirostris
Hylocryptus rectirostris е вид птица от семейство Furnariidae.

## Разпространение
Видът е разпространен в Бразилия и Парагвай.